# Walter Brecht
Walter Brecht (* 20. Juni 1900 in Augsburg; † 27. September 1986 in Darmstadt) war ein deutscher Wissenschaftler und langjähriger Leiter des Instituts für Papierfabrikation der Technischen Universität Darmstadt.

## Kindheit und Jugend
Walter Brecht kam am 20. Juni 1900 als zweiter Sohn von Berthold Friedrich Brecht und Wilhelmine Friederike Sophie Brecht, geborene Brezing, in Augsburg zur Welt. Sein älterer Bruder ist der Dramatiker Bertolt Brecht (1898–1956).
Der Vater Berthold Friedrich Brecht war katholisch, stammte aus Achern im Schwarzwald und war ab 1893 zunächst Kommis, dann leitender Angestellter und ab 1914 Direktor der Haindl’schen Papierfabriken in Augsburg. Dies erlaubte der Familie Brecht zuletzt einen Umzug in eines der Stiftungshäuser der Papierfabrik. Brechts Mutter Sophie (1871–1920) stammte aus einer pietistischen Familie. Ihr Vater Josef Friedrich Brezing (1842–1922) war württembergischer Eisenbahnbeamter im oberschwäbischen Roßberg (heute zu Wolfegg) an der kurz vor Sophies Geburt eröffneten Bahnstrecke Herbertingen–Isny. In seinen Erinnerungen „Unser Leben in Augsburg, damals“ beschreibt Walter Brecht seine Kindheit und Jugend in Augsburg.

## Ausbildung und Beruf
Walter Brecht besuchte die Oberrealschule in Augsburg. Im Juli 1918 machte er das Notabitur und wurde zum Militärdienst eingezogen. Diesen verbrachte er bis zum 9. November 1918 in Hussigny. Ab Mai 1919 verbrachte er eine kurze Zeit beim Freikorps in Augsburg. Während Bruder Bertolt die künstlerische Laufbahn einschlug, folgte Walter Brecht den Spuren des Vaters. Nach einem Praktikum bei Haindl folgte von September 1919 bis Ende 1920 ein weiteres Praktikum bei der Firma J. M. Voith in Heidenheim. Vom Wintersemester 1920/21 bis 1923 absolvierte er ein Studium zum Papieringenieur an der TH Darmstadt. Es folgte eine einjährige Assistentenzeit bei Friedrich Müller, dem Leiter des Instituts für Papierfabrikation in Darmstadt und 1925 die Dissertation mit dem Thema „Einige physikalische Eigenschaften einer Sulfitzellstoff-Fasersuspension“.
Erste berufliche Erfahrungen sammelte Walter Brecht durch einen einjährigen Aufenthalt in den USA in der Feinpapierfabrik Hammermill Paper Company in Erie / Pennsylvania. 1926 trat er als Betriebsleiter in den Dienst der G. Haindl’schen Papierfabriken in seiner Heimatstadt Augsburg.

## Lehrstuhl für Papiertechnologie an der TU Darmstadt
Mit 31 Jahren wurde Walter Brecht am 1. April 1931 auf den Lehrstuhl für Papierfabrikation an der Technischen Hochschule in Darmstadt berufen. Er löste seinen emeritierten Lehrer Professor Friedrich Müller ab und war der dritte Lehrstuhlinhaber des 1905 gegründeten Instituts für Papierfabrikation.
In den folgenden vier Jahrzehnten baute Walter Brecht das Institut der Papierfabrikation (seit 2002 Institut für Papierfabrikation und Mechanische Verfahrenstechnik, PMV) zu einem führenden Institut der Papierforschung aus. Schwerpunkte waren die Technologie des Holzschliffs, der Wasserhaushalt von Zellstoff- und Papierfabriken, der Entwicklung der Altpapieraufbereitung sowie der Entwicklung von Prüfmethoden und -geräten. Anfang des Jahres 1938 wurde das Institut zum Vierjahresplaninstitut für Zellstoff- und Papiertechnik ausgebaut und dem Reichsamt für Wirtschaftsausbau unterstellt. In den folgenden Jahren befassten sich Brecht und seine Mitarbeitenden am Vierjahresplaninstitut vor allem mit der Forschung zu Ersatzstoffen für devisengebundene Rohstoffe. Im Jahr 1940 trat er in die NSDAP ein. Durch den Bombenangriff auf Darmstadt am 11. September 1944 wurde sein Institut fast vollständig zerstört. Nach dem Ende des Zweiten Weltkrieges wurde das Institut durch Mittel des Staates und zu einem Drittel durch Spenden aus der Industrie wieder aufgebaut.
Im Amtsjahr 1956/57 wurde Walter Brecht zum Rektor der Technischen Hochschule Darmstadt gewählt.
Bis zu seiner Emeritierung im Jahre 1971 bildete Walter Brecht etwa 320 Diplomingenieure der Fachrichtung Papieringenieurwesen aus. Er starb am 27. September 1986 an Herzversagen.

## Entwicklung von Messverfahren
Im Laufe seiner langen Forschungstätigkeit war Walter Brecht maßgeblich an der Entwicklung von mehreren Prüf- und Messverfahren für die Papierindustrie beteiligt:
- Holzsplitterbestimmung nach Brecht-Holl mit dem Brecht-Holl-Fraktionator
- Bestimmung des Spaltwiderstandes von Karton nach Brecht-Knittweis gemäß DIN 54 516:04 / ZM V/28/79
- Bestimmung der Weiterreißarbeit von Papier nach Brecht-Imset gemäß DIN 53 115:08
- Druckentspannungsflotation für die Altpapieraufbereitung nach Brecht-Merlau.

## Auszeichnungen
- 1936 erster Träger der Alexander-Mitscherlich-Denkmünze des Vereins ZELLCHEMING
- 1965 Ehrenvorsitzender des Akademischen Papier-Ingenieur-Vereins an der Technischen Hochschule Darmstadt
- 1971 Goldener Ullstein-Ehrenring des Bundesverbandes Druck
- 1971 Goldener Ehrenring für Papiergeschichte
- 1972 Goldene Lampén-Medaille des Vereins der Finnischen Zellstoff- und Papierindustrie
- 1979 Silberne Verdienstplakette der Stadt Darmstadt
- 1981 Bundesverdienstkreuz 1. Klasse des Verdienstordens der Bundesrepublik Deutschland
- 1985 Johann-Heinrich-Merck-Ehrung der Stadt Darmstadt

Quelle:

## Veröffentlichungen (Auswahl)
- Walter Brecht und G. Schuster: Der Einfluß der Holzfeuchtigkeit auf die Ergebnisse des Schleifprozesses; Das Papier, 8 (21/22), 1954, Seite 462–469
- Walter Brecht und R. Berberat: Die Jahresringbreite von Fichtenschleifholz in ihrem Einfluß auf die Ergebnisse des Schleifprozesses; Wochenblatt für Papierfabrikation (7), 1960, Seite 247–249
- Walter Brecht, Fridolin Zippel und Werner Merlau: Betriebskontrolle des Fabrikationswasser-Haushaltes von Papierfabriken; 1962, Biberach an der Riß
- Walter Brecht und K. Meltzer: Über die meßtechnische Beurteilung der Helligkeit von Holz; Wochenblatt für Papierfabrikation 93 (18), 1965, Seite 777–785
- Herstellung des Papiers in den vergangenen 100 Jahren – Forschung, technische Entwicklung und Ausbildung; Wochenblatt für Papierfabrikation (7), 1970, Seite 273–296
- Unser Leben in Augsburg, damals (Biografie); 1984 Frankfurt am Main
- Walter Brecht und Hanns-Lutz Dalpke: Wasser, Abwasser, Abwasserreinigung in allgemeiner Sicht und in der Sicht der Papier- und Zellstoffindustrie; 1980, Biberach an der Riß
- Aus Brechts Tagebuch; Ein Jahr Amerika – damals 1925/26 (ausgewählt von S. Schmidt); Wochenblatt für Papierfabrikation (1), 1990, Seite 6–10

## Varia
Im Jahre 1976 wurde von der ZELLCHEMING die Walter-Brecht-Denkmünze zu Ehren des langjährigen Leiters des Darmstädter Institutes für Papierfabrikation gestiftet, um herausragende technische und wissenschaftliche Leistungen auf dem Gebiet der Papierindustrie auszuzeichnen.